# 에스타 히스토리아 메 수에나
《에스타 히스토리아 메 수에나》(스페인어: Esta historia me suena)는 2019년부터 현재까지 방영된 멕시코의 텔레비전 드라마이다.